# 娲皇宫及石刻
36°38′36″N 113°37′02″E / 36.64333°N 113.61722°E
娲皇宫又称娲皇圣母庙，位于中国河北省邯郸市涉县索堡镇凤凰山，1996年被列为第四批全国重点文物保护单位。另外，“娲皇宫景区”也曾作为原“崇州风景名胜区”的组成部分，现该省级风景名胜区已以“娲皇宫风景名胜区”名称整体升格为国家级风景名胜区。
娲皇宫建于明万历年间，背倚绝壁，前临悬崖，依山而建，气势恢弘。现有清虚阁、迎爽楼、梳妆楼、钟鼓楼、牌坊等建筑，山下还有朝元宫、停骖宫、广生宫、吕仙祠等建筑。
娲皇宫内有北齐刻经洞两个，共刻有经文十三万一千余字，是中国现存面积最大的北齐摩崖石刻。